# بالکانیزاسیون

تاریخ اروپای مرکزی و بالکان از ۱۷۹۶ تا ۲۰۰۸

بالکانیزاسیون (به انگلیسی: Balkanization) یا بالکانی‌شدن یا تجزیه شدن، به تقسیم یک منطقه یا حاکمیت چندقومیتی یا ملیتی به حکومت‌های کوچکی گفته می‌شود که از لحاظ قومیتی همگن و یکدست هستند. این قومیت‌های کوچک معمولاً با یکدیگر نزاع دارند. بالکانی شدن امروزه به هنگام جنگ داخلی در دولت‌های چندقومیتی نیز استفاده می‌شود. این واژه در زمان فروپاشی امپراتوری عثمانی و به ویژه بالکان ساخته شد.
شبه جزیره بالکان در جنوب شرقی اروپا واقع شده و از غرب به دریای آدریاتیک و دریای آیونیا و از شرق به دریای اژه و دریای سیاه محدود می‌شود. (دریای آیونیا در واقع بخشی از دریای مدیترانه است که بین جنوب شرقی ایتالیا و غرب یونان قرار دارد.)
بعد از قرن‌ها جنگ و کشمکش و درگیری مربوط به اشغال منطقه بالکان توسط امپراتوری عثمانی، در سال ۱۹۱۲ بالاخره اقوام بالکان تصمیم گرفتند تا علیه ترک‌ها متحد شوند و پس از پیروزی بر آنها غنائم جنگی را بین خودشان تقسیم نمایند. لیکن سال بعد، به دنبال پیروزی بر ترکان بر سر تقسیم غنائم به توافق نرسیدند و بین خودشان جنگی درگرفت. به دنبال این واقعه بود که اصطلاح بالکانی شدن رایج شد که به معنی تجزیه و تکه‌تکه کردن سرزمینی به کشورهای کوچک و متخاصم می‌باشد، آنچنانکه در ناحیه بالکان اتفاق افتاد. همچنین پس از دوره جنگهای بالکان، کشور یوگسلاوی در ناحیه بالکان که از نظر قدرت و نفوذ در جایگاه بالایی قرار داشت، به کشورهای کوچک‌تر تجزیه شد و دارایی‌های هرکدام از کشورها به بانکداران و سرمایه‌داران بیگانه رسید.